# Bağçalı
Bağçalı (hay còn gọi là Bağçaəli) là một ngôi làng và đô thị thuộc Rustov ở vùng Quba của Azerbaijan.